# Forsa socken
Forsa socken i Hälsingland ingår sedan 1971 i Hudiksvalls kommun och motsvarar från 2016 Forsa distrikt.
Socknens area är 260,43 kvadratkilometer, varav 229,16 land. År 2000 fanns här 4 228 invånare. Tätorterna Näsviken och Sörforsa samt kyrkbyn Forsa med sockenkyrkan Forsa kyrka ligger i socknen.

## Administrativ historik
Forsa socken har medeltida ursprung. Ur församlingen utbröts 12 juni 1798 en del till den då nybildade Nianfors församling.
Vid kommunreformen 1862 övergick socknens ansvar för de kyrkliga frågorna till Forsa församling och för de borgerliga frågorna bildades Forsa landskommun. 23 april 1869 utbröts ur landskommunen en del till den då bildade Nianfors landskommun. Fors landskommun utökades 1952 och uppgick 1971 i Hudiksvalls kommun. Församlingen uppgick 2006 i Forsa-Högs församling.
1 januari 2016 inrättades distriktet Forsa, med samma omfattning som församlingen hade 1999/2000.  
Socknen har tillhört fögderier, tingslag och domsagor enligt vad som beskrivs i artikeln Hälsingland. De indelta soldaterna tillhörde Hälsinge regemente, Forsa kompani.

## Geografi
Forsa socken ligger väster om Hudiksvall kring Delångersån och Södra Dellens sydöstra vik. Socknen har odlingsbygd vid vattendragen och sjöarna omgivna av kuperad skogsbygd.

### Byar
| - Backen - Berglock - Björkmo - Byberg - Bäck - Böle - Flatmo - Frägsta - Fränö - Funsta - Hamre - Harv - Hedsta - Horne - Häggnäs - Hillen - Hillsta - Kalvhaga | - Klångsta - Kälkebo - Lumnäs (lokalt uttal Låmnäs) - Lund - Långby - Matnäs - Medvik - Mikje - Nansta - Norrviksta - Näset - Norrhoga - Ransta - Rolfsta - Rumsta - Skarmyra - Stavåker - Smedsgården | - Stenbo - Sunnanbäck - Sörhoga - Sörviksta - Söräng - Tomta - Trogsta - Tronbo - Tövsätter - Utnäs - Veda - Vålsta - Åkre - Ölsund - Överby - Övernäs |

Utivattna är ett samlingsnamn för byarna kring Storsjön och inkluderar bland annat Rödmyra, Lumnäs och Ölsund. De boende kallas för Utivattningar. År 1986 byggdes den första tennisbanan i området.

### Fäbodvallar
- Alsjövallen
- Blacksåsvallen
- Klångstavallen
- Käxbovallen
- Rolfstavallen
- Snättvallen
- Vallavallen
- Trogstavallen

### Sevärdheter
- Borgarberget
- Forsa forngård
- Blacksåsberget och fäbodvall
- Forsa kyrka
- Ystegårn i Hillsta

## Historia

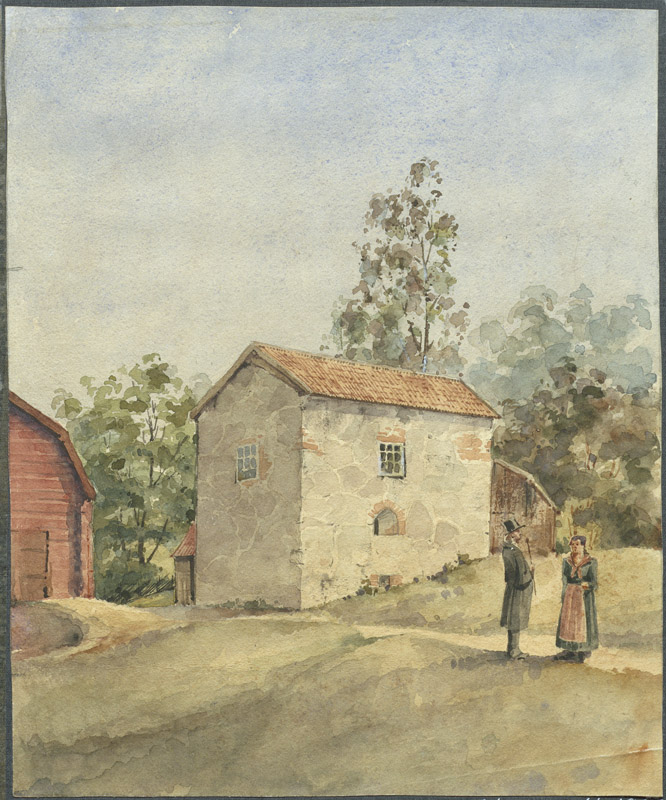
Gillestugan. Medeltida stenbyggnad nära Forsa kyrka. Akvarell utförd av Agi Lindegren 1880.

Från bronsåldern finns gravrösen och från järnåldern cirka 25 gravfält och gravhögar samt två fornborgar, Borgarberget och Rövarklitt. Inom socknen finns vidare drygt 30 så kallade husgrundsterrasser. Dessa är från äldre järnåldern och ligger bland annat i anslutning till gravarna vid exempelvis Trogsta. Ytterligare hundratalet gravar är kände från äldre tid, men har numera borttagits. Forsa socken är en av Norrlands rikaste järnåldersbygder.
Historiskt delas Hälsingland in i olika folkland, en av dem var Sunded med centralorten Hög. Redan under 1100-talet torde Forsa ha tagit över rollen som centralort i Sunded i stället för Hög. Den järnring med inristade runor som kallas Forsaringen torde ha överflyttats från Hög till Forsa någon gång under 1100-talet. Ringens inskription visar på likhet med norska bestämmelser från samma period men saknar motsvarighet i de svenska landskapslagarna. Ringen tillkom på 800-talet e.Kr., och är den äldsta bevarade rättsuppteckningen i Norden. Även de i inskriptionerna omnämnda byarna Tåsta och Hjortsta talar för att ringen flyttats från Hög till Forsa då båda dessa låg i Högs socken.
Forsa var från början ett utpräglat bondesamhälle. I och med industrialismens intåg och järnvägens tillkomst, förändrades samhället märkbart. Forsa ångsåg började att byggas 1857 och fick stor betydelse för traktens utveckling. Under slutet av 1800-talet blev Forsså bruk i närheten av järnvägsstationen Näsviken en betydande arbetsgivare för befolkningen. Produktionen bestod i förädling av trämassa till papp. Vid Lundströmmen grundas Helsinglands Linspinneri Aktiebolag, vilket ledde till ytterligare arbetstillfällen. Spinneriet bytte 1907 namn till Holma Helsinglands Linspinneri & Väfveri AB på grund av en sammanslagning med väveriet Holma i Västergötland. Forsså bruk lades ned 1983 men på området finns fortfarande företagande, dock av annat slag, till exempel ett väveri. I Lund bedrivs fortfarande industriell verksamhet kopplat till lin om än i liten skala.
År 1927 hade Forsa socken 4 706 invånare på en yta av 260,43 km². Samma år hade socknen 3258 hektar åker och 18195 hektar skogs- och hagmark.

## Namnet
Namnet (1312 Forsum) kommer troligen från en tidigare by. Namnet innehåller fors från forsarna i Rolfstaån vid kyrkan.

## Befolkningsutveckling
| Befolkningsutvecklingen i Forsa socken 1750–1990                                                         | Befolkningsutvecklingen i Forsa socken 1750–1990 | Befolkningsutvecklingen i Forsa socken 1750–1990 | Befolkningsutvecklingen i Forsa socken 1750–1990 | Befolkningsutvecklingen i Forsa socken 1750–1990 |
| --- | ------------------------------------------------ | ------------------------------------------------ | ------------------------------------------------ | ------------------------------------------------ |
| |                                                  |                                                  |                                                  |                                                  |
| År |                                                  |                                                  | Folkmängd                                        |                                                  |
| 1750 | 1750                                             |                                                  | 1 364                                            |                                                  |
| 1760 | 1760                                             |                                                  | 1 387                                            |                                                  |
| 1769 | 1769                                             |                                                  | 1 515                                            |                                                  |
| 1780 | 1780                                             |                                                  | 1 516                                            |                                                  |
| 1790 | 1790                                             |                                                  | 1 571                                            |                                                  |
| 1800 | 1800                                             |                                                  | 1 725                                            |                                                  |
| 1810 | 1810                                             |                                                  | 1 813                                            |                                                  |
| 1820 | 1820                                             |                                                  | 1 945                                            |                                                  |
| 1830 | 1830                                             |                                                  | 2 039                                            |                                                  |
| 1840 | 1840                                             |                                                  | 2 138                                            |                                                  |
| 1850 | 1850                                             |                                                  | 2 261                                            |                                                  |
| 1860 | 1860                                             |                                                  | 2 493                                            |                                                  |
| 1870 | 1870                                             |                                                  | 2 656                                            |                                                  |
| 1880 | 1880                                             |                                                  | 3 294                                            |                                                  |
| 1890 | 1890                                             |                                                  | 3 741                                            |                                                  |
| 1900 | 1900                                             |                                                  | 3 840                                            |                                                  |
| 1910 | 1910                                             |                                                  | 4 245                                            |                                                  |
| 1920 | 1920                                             |                                                  | 4 568                                            |                                                  |
| 1930 | 1930                                             |                                                  | 4 663                                            |                                                  |
| 1940 | 1940                                             |                                                  | 4 403                                            |                                                  |
| 1950 | 1950                                             |                                                  | 4 275                                            |                                                  |
| 1960 | 1960                                             |                                                  | 4 114                                            |                                                  |
| 1970 | 1970                                             |                                                  | 3 885                                            |                                                  |
| 1980 | 1980                                             |                                                  | 4 056                                            |                                                  |
| 1990 | 1990                                             |                                                  | 4 279                                            |                                                  |
| Anm: Källor: Umeå universitet - Tabellverket 1749-1859, Demografiska databasen, CEDAR, Umeå universitet. |                                                  |                                                  |                                                  |                                                  |

## Kända personer från bygden
| - Gunnar Nordin, travtränare - Gösta Nordin, travtränare - Lars Steiner, författare - Stig H Johansson, travtränare - Sven Bergström, politiker - Sören Nordin, travtränare - Olle Andersson, musiker | - Jonny Öst, sångare och musiker - Sören Rydgren, dragspelare - Rudolf Rasch - Judith Holmgren, skådespelare - Christopher Aurivillius, entomolog - Niclas Andersson, dragracingförare - Thomas Magnuson, längdskidåkare |